# Бац на Мору
Бац на Мору (фр. Batz-sur-Mer) насеље је и општина у западној Француској у региону Лоара, у департману Атлантска Лоара која припада префектури Сен Назер.
По подацима из 2011. године у општини је живело 3.055 становника, а густина насељености је износила 329,56 становника/km². Општина се простире на површини од 9,27 km². Налази се на средњој надморској висини од 12 метара (максималној 21 m, а минималној 0 m).

## Демографија
| 1962. | 1968. | 1975. | 1982. | 1990. | 1999. | 2011. |
| ----- | ----- | ----- | ----- | ----- | ----- | ----- |
| 2.266 | 2.277 | 2.236 | 2.590 | 2.734 | 3.049 | 3.055 |